# Вандиш (Коноський район)
Вандиш (рос. Вандыш) — селище в Коноському районі Архангельської області Російської Федерації.
Населення становить 252 особи. Входить до складу муніципального утворення Волошське сільське поселення.

## Історія
Від 2004 року входить до складу муніципального утворення Волошське сільське поселення.

## Населення
| 2002 | 2010 | 2012 |
| ---- | ---- | ---- |
| 455  | ↘276 | ↘252 |